# 小千島列島
小千島列島（しょうちしまれっとう）、または小クリル列島（しょうクリルれっとう、ロシア語: Малая Курильская гряда）は、太平洋にある列島。歯舞群島及び色丹島を千島列島に含める場合における呼称であり、千島列島の南端に位置し、色丹島、歯舞群島、および色丹島近傍にある複数の小島によって構成される。水深の浅い南千島海峡により、大千島列島と分かれている。
小千島列島については日本やアメリカ合衆国の見解のように、北海道本島の属島との見方もある。その場合は小千島列島・大千島列島という名称は使われず、大千島列島に相当する島々のみが「千島列島」と呼ばれる（大千島列島南部の国後島・択捉島の2島も北海道本島の属島として千島列島に含まれないことがある）。
ロシアが実効支配しており、同国は小千島列島・大千島列島の両方が日本国との平和条約で日本が放棄した「千島列島」に含まれると主張している。一方日本は小千島列島および国後島・択捉島は「千島列島」に含まれないとし、これらの島々を北方領土と呼び領有権を主張している。行政区画としては、ロシア側はサハリン州南クリル管区に、日本側は北海道根室振興局管区に所属すると主張している。

## 地理
列島の全長は約100キロメートル、総面積は360.85平方キロメートルであり、主要な6つの島と、ごく小さな複数の島々によって構成されている。地形はほぼ平坦で起伏が少なく、森林は事実上存在しない。最高標高地は色丹島の斜古丹山（412メートル）。齧歯類が棲息しており、11月末まではその活動を観察することができる。気候は国後島よりも穏やかである。ロシアは小千島列島の一部を、国後島の一部とともにクリル自然保護区に指定している。

## 構成する島
面積が1平方キロメートル以上ある島は、次の通り。
| 島名     | 面積(km2) | 最高標高(m) | 北緯   | 東経    |
| -------- | --------- | ----------- | ------ | ------- |
| 色丹島   | 264.13    | 412         | 43°48' | 146°45' |
| 多楽島   | 11.57     | 16          | 43°38' | 146°19' |
| 志発島   | 58.72     | 24          | 43°30' | 146°08' |
| 水晶島   | 12,92     | 15          | 43°26' | 145°55' |
| 勇留島   | 10.32     | 44          | 43°25' | 146°04' |
| 秋勇留島 | 2.35      | 33          | 43°22' | 146°00' |
| 海馬島   | 15        | 38          | 43°35' | 146°25' |

## 無名の島
2012年、ロシアは樺太および千島列島にある無名の島に対して命名を推進する地域プログラム「サハリンとクリル列島の地図の名称」を立ち上げた。このプログラムの下、ロシア地理学会の海軍調査隊が2012年9月5日から7日にかけて色丹島東部の太平洋岸にある無名の小島3か所を訪れた。これらの島にが名前が付与され、2012年9月3日のロシア地理学会サハリン支部の会合で承認された。1つ目は1945年の千島上陸作戦を指揮した海軍少将アレクセイ・グネチコにちなんで名付けられたグネチコ島。2つ目はロシアの人気テレビ番組で40年間にわたって司会を務めた物理学者セルゲイ・カピッツァにちなんで名付けられたカピッツァ島。3つ目は元サハリン州知事イーゴリ・ファルフトジノフにちなんで名付けられたファルフトジノフ島。島の高さはそれぞれ海抜約30メートルであった。グネチコ島とカピッツァ島には特別のカプセルが設置され、ロシア国旗とサハリン州旗が掲げられた。
2014年、モスクワ国立測地学・地図学大学はロシア地理学会支援を受けて、小千島列島にある多数の無名の島を訪問し、地名を提案した。秋勇留島北東のペチャルニイ岬の沖の島にはデレビヤンコ島という名が付けられた。
2015年6月11日、サハリン州下院はロシア地理学会サハリン支部による命名提案を承認した 。対象はサハリン州域内の多数の地形であり、小千島列島のグネチコ島、デレビヤンコ島、カピッツァ島、ファルフトジノフ島などが含まれた。連邦国家登記・土地台帳・地図製作局もまた提出された書類を審査し、承認した。
ロシア首相ドミートリー・メドヴェージェフは2017年2月8日に千島列島に属する無名の5島に対する命名を認める法令に署名した。命名されたのは小千島列島のデレビヤンコ島、ファルフトジノフ島、グネチコ島であった。命名には大千島列島のグロムイコ島とシェチーニナ島も含まれた。領土問題で帰属を争っている日本は2017年2月14日に外交ルートを通じて懸念を伝えた。